# 178014 Meslay
178014 Meslay este o planetă minoră (asteroid), cu un diametru de 4,197 km, din centura de asteroizi. A fost descoperită pe 1 septembrie 2006 la Ottmarsheim de Claudine Rinner. 
Obiectul prezintă o orbită caracterizată de o semiaxă mare de 3,0213306368272 UAi, o excentricitate de 0,079183955274435, o înclinație de 9,2827656760895 ° în raport cu ecliptica.